# 그라디우스 V
《그라디우스 V》(Gradius V)는 일본 코나미의 횡스크롤 슈팅 게임으로, 2004년 7월 22일에 플레이스테이션 2 전용으로 출시되었다.

## 스토리
아름답고 푸른 혹성 그라디우스. 이 별은 과거, 여러 번에 걸친 아시공성단(亞時空星團) 박테리안의 침략을 물리쳐왔다. 그러나, 멸망했다고 여겨졌던 박테리안은 어둠의 심연에서 은밀하게 증식・진화를 거듭해, 신종 박테리안 세포가 탄생하고 있던 것이다. 그라디우스력 8010년, 대 사라만다전(戰)에서 확인된 거대한 안구형의 생명체 「제로스포스」를 비롯한 박테리안군이 갑자기 그라디우스 위성 궤도상에 워프 아웃해, 우주 정거장이 습격당했다. 이에 대해 그라디우스군은 즉시 반공 작전을 개시, 일찍이 몇번이고 박테리안과의 싸움을 뚫고 나온 초시공 전투기 빅 바이퍼 T301에게도 출격 명령이 내려졌다.

## 배경음악
| 장면           | 트랙명                         |
| -------------- | ------------------------------ |
| 오프닝         | OPENING                        |
| 장비선택       | SELECT-WEAPON ARRAY-           |
| 스테이지 1     | UNIVERSE-STAGE1-               |
| 보스           | STAGE BOSS                     |
| 공중전         | INTERMEZZO                     |
| 보스 러시 1    | Teto-Ran (Poison of Snake)     |
| 보스 러시 1    | Big Core Mk-IV (Take Care!)    |
| 스테이지 3     | Fortress -Stage 3-             |
| 스테이지 4     | Cell -Stage 4-                 |
| 스테이지 5     | Meteor -Stage 5-               |
| 스테이지 6     | Something Green -Stage 6-      |
| 보스 러시 2    | Big Core (Aircraft Carrier)    |
| 보스 러시 2    | Big Core Mk-III (Dark Force)   |
| 스테이지 7     | High Speed -Stage 7-           |
| 스테이지 7     | Impregnable Fortress -Stage 7- |
| Elephant Gear  | Elephant Gear                  |
| ???            | Demo                           |
| 스테이지 2 & 8 | Battleship -Stage 2 & 8-       |
| 최종보스       | Last Enemy                     |
| 엔딩           | Staff Roll                     |
| 이름입력       | Name Entry                     |
| 게임오버       | Game Over                      |

## 평가
| 통합 점수  | 통합 점수 |
| 통합사     | 점수      |
| ---------- | --------- |
| 게임랭킹스 | 82.82%    |
| 메타크리틱 | 82/100    |

| 수상    | 수상         |
| 평론사  | 수상         |
| ------- | ------------ |
| GameSpy | Best Shooter |